# Micralarctia australis
Micralarctia australis är en fjärilsart som beskrevs av Watson 1988. Micralarctia australis ingår i släktet Micralarctia och familjen björnspinnare. Inga underarter finns listade i Catalogue of Life.